# Фау, Анатолий Евгеньевич
Анатолий Евгеньевич Фау (19 октября 1931, Саратов — 1 июня 1987, Львов) — советский передовик производства в электронной промышленности. Герой Социалистического Труда (1974).

## Биография
Родился 19 октября 1931 года в городе Саратов в рабочей семье.
С 1943 года в период Великой Отечественной войны, после окончания семи классов Саратовской средней школы, начал свою трудовую деятельность учеником токаря и токарем на Саратовском метизном заводе имени В. И. Ленина.
С 1946 года А. Е. Фау переехал в город Львов Украинская ССР и начал работать на Львовский завод кинескопов — учеником автослесаря. С 1948 года перешел на Львовский электроламповый завод — учеником выдувальщика стекол. С 1950 года работал выдувальщиком 4-го разряда. С 1951 по 1954 годы служил в Вооружённых силах СССР.
С 1955 года вновь работал на Львовском электроламповом заводе — выдувальщиком стекольного цеха. С 1958 года работал оператором механической штамповки, с 1960 года — прессовщик стеклоформирующих машин, работал на прессе «РВМ» и был одним из первых в стране кто освоил изготовление цельностеклянных баллонов для кинескопов.
26 апреля 1971 года Указом Президиума Верховного Совета СССР «за выдающиеся трудовые достижения» А. Е. Фау был награждён Орденом Трудового Красного Знамени.
16 января 1974 года «закрытым» Указом Президиума Верховного Совета СССР «за выдающиеся успехи в выполнении и перевыполнении планов 1973 года и принятых социалистических обязательств» Анатолий Евгеньевич Фау был удостоен звания Героя Социалистического Труда с вручением Ордена Ленина и золотой медали «Серп и Молот».
В дальнейшем А. Е. Фау работал стеклодувом и прессовщиком горячего стекла стекольного цеха № 1.
Помимо основной деятельности избирался делегатом XXV съезда КПСС, депутатом Львовского городского Совета народных депутатов, членом Львовского ГК КПСС.
В 1981 году вышел на заслуженный отдых — пенсионер союзного значения.
Жил в городе Львов. Умер 1 июня 1987 года.

## Награды
- Медаль «Серп и Молот» (16.01.1974)
- Орден Ленина (16.01.1974)
- Орден Трудового Красного Знамени (26.04.1971)